# 水素化ヘリウムイオン
水素化ヘリウムイオン（すいそかヘリウムイオン、英: helium hydride ion）、別名ヒドリドヘリウム(1+)イオンは、気相においてヘリウムと陽子の反応によって生じるカチオンである。化学式は {\displaystyle {\ce {HeH^+}}} で、1925年に初めて観察された。プロトン親和力は117.8 kJ/molで、既知の酸の中で最強である。天然には星間物質中に存在し、成層圏赤外線天文台の観測により2019年に検出された。

## 性質
水素化ヘリウムイオンは水素分子 ({\displaystyle {\ce {H2}}}) と等電子的である。
H2+ とは異なり、HeH+ は永久双極子モーメントをもっており、そのことが赤外分光を容易にしている。
{\displaystyle {\ce {HeH^+}}} は接触したどのようなアニオン、分子、原子にもプロトンを与えてしまうので、固体や液体の形で得ることはできない。しかし、ヘスの法則を使って仮想的な水溶液中の酸解離定数を予測することができる。
| {\displaystyle {\ce {HHe^+(g)}}}  | {\displaystyle {\ce {->}}} | {\displaystyle {\ce {H^+(g)}}}   | {\displaystyle {\ce {+ He(g)}}}  | +178 kJ/mol  | [ 3 ] |
| {\displaystyle {\ce {HHe^+(aq)}}} | {\displaystyle {\ce {->}}} | {\displaystyle {\ce {HHe^+(g)}}} |                                  | +973 kJ/mol  | [ 7 ] |
| {\displaystyle {\ce {H^+(g)}}}    | {\displaystyle {\ce {->}}} | {\displaystyle {\ce {H^+(aq)}}}  |                                  | –1530 kJ/mol |       |
| {\displaystyle {\ce {He(g)}}}     | {\displaystyle {\ce {->}}} | {\displaystyle {\ce {He(aq)}}}   |                                  | +19 kJ/mol   | [ 8 ] |
| {\displaystyle {\ce {HHe^+(aq)}}} | {\displaystyle {\ce {->}}} | {\displaystyle {\ce {H^+(aq)}}}  | {\displaystyle {\ce {+ He(aq)}}} | –360 kJ/mol  |       |

この解離による自由エネルギー変化-360 kJ/molは、pKa -63に等しい。
{\displaystyle {\ce {HeH^+}}} の共有結合の結合長は0.772 Åである。
水素化ヘリウムイオンには他にも知られているものや理論的に研究されているものがある。二水素化ヘリウムイオン {\displaystyle {\ce {HeH2^+}}} (別名ジヒドリドヘリウム(1+)) はマイクロ波分光法で検出されている。 その結合エネルギーは 6 kcal/mol (25kJ/mol) と計算されている。一方、トリヒドリドヘリウム(1+) {\displaystyle {\ce {HeH3^+}}} の結合エネルギーは 0.1 kcal/mol (0.4kJ/mol) と計算されている。

## 自然発生
水素化ヘリウムイオンは、トリチウム化水素分子 HT またはトリチウム分子 T2 の崩壊によって生じる。これらはβ崩壊の反動によって励起されるが、分子は結合したままである。
HeH+ は宇宙で生じた最初の化合物であるとされ、初期の宇宙の化学を理解する上で基礎的な重要性がある。原始の物質からつくられる星は HeH+ を含まなければならず、これが星形成と以降の進化に影響を与える。特に、その強い双極子モーメントは、これをゼロ金属量の星の不透明度と関連付けた。HeH+ はヘリウムの豊富な白色矮星の大気の重要な構成要素であるとも考えられている。これはガスの不透明度を高くし、結果として星の冷却を遅くする。
HeH+ が見つかる可能性のあるいくつかの場所が提案され、冷えたヘリウム星、HII領域、収縮した惑星状星雲（特にNGC 7027）などが挙げられている。その最も突出したスペクトル線の1本の波長が149.14 µmで、これが CH のもつスペクトル線のダブレットと一致するという事実によって、HeH+ を分光学的に検出することが困難になっている。
HeH+ は、恒星風の衝撃や超新星、若い星から流れ出る物質による濃い恒星間雲の中における解離性の衝撃の後に冷却されたガスから生じる。衝撃の速度が約90 km/sより大きい場合、検出するのに十分な量が生じる可能性がある。HeH+ を発見することができれば、このイオンからの放射は衝撃の有用なトレーサーとなるかもしれない。

## 中性分子
水素化ヘリウムイオンとは異なり、中性の水素化ヘリウム分子の基底状態は安定ではない。しかし、励起状態はエキシマとして安定である。この分子のスペクトルは1980年代に初めて観察された。